# Asclepias syriaca
Asclepias syriaca, често наричано обикновена млечна трева, пеперудено цвете, копринена трева и копринено дърво, е вид цъфтящо растение. Принадлежи към рода асклепиас (Asclepias), млечните растения. По произход е от Южна Канада и голяма част от Съединените щати на изток от Скалистите планини, с изключение на по-сухите части на прериите. Расте в песъчливи почви, както и други видове почви в слънчеви райони.

## Галерия
- Общ изглед
- Цветни пъпки
- Цветове
- Цветове
- Зелени шушулки
- Разпукана шушулка
- Семена
- Семена